# AT&T
AT&T Inc. (sommetider stylet at&t; NYSE: T, for "telefon") er en amerikansk multinational telekommunikationsvirksomhed med hovedsæde i Whitacre Tower, Dallas, Texas. Det er USAs og verdens største teleselskab med en omsætning på US$ 127 mia. i 2011 og 256.440 ansatte. Det er desuden den næststørste mobiltelefoniudbyder i USA. Endvidere er AT&T den syvendestørste virksomhed i USA på tværs af brancher.
Virksomheden begyndte som Southwestern Bell Corporation, et af syv regionale teleselskaber der blev skabt i 1983, som et led i karteldommen mod det oprindelige AT&T Corporation. I 1995 skiftede virksomheden navn til SBC Communications Inc.. I 2005 opkøbes det oprindelige moderselskab AT&T Corporation (der oprindeligt var kendt som American Telephone and Telegraph Company), og overtog dets brand. De fusionerede selskab fik navnet AT&T Inc. og benyttede det ikoniske AT&T logo og aktiehandelssymbol.
De nuværende AT&T består af en stor del af det tidligere Bell System og inkluderer 10 af 22 originale Bell-selskaber, desuden det delvist ejede (Southern New England Telephone) og den oprindelige udlandstelefoni-division.

## Historie

### 1984–2001: Southwestern Bell Corporation
American Telephone and Telegraph Company overdrog officielt det fulde ejerskab af Southwestern Bell Telephone Company til Southwestern Bell Corporation den 1. januar 1984. Det havde tre datterselskaber: Southwestern Bell Publications, Inc., telefonbogsudgiver; Southwestern Bell Mobile Systems, Inc., mobiltelefoni services; og Southwestern Bell Telecommunications, Inc., med fokus på erhverskunder.
I 1987 opkøber SBC Metromedia Inc.'s mobiltelefoni- og personsøgerforretning. Hvilket gjorde virksomheden til det tredjestørste mobiltelefoniselskab i USA. Hovedsædet flyttes fra St. Louis til San Antonio, Texas i februar 1993. Der blev overtaget to kabeltv-selskaber i Maryland og Virginia fra Hauser Communications for $650 millioner. SBC solgte senere sine kabeltv-selskaber.

### 1995–2000: En virksomhed i forandring
I 1995 bliver Southwestern Bell Corp. til SBC Communications.
I 1996 annoncerer SBC at de vil overtage Pacific Telesis Group, et Regional Bell Operating Company i Californien og Nevada. 1997 opstod der rygter om fusionsplaner mellem AT&T Corporation og SBC. FCC afviste at godkendte fusionen. Senere i 1997 solgte SBC sine sidste to kabeltv-virksomheder og var endegyldigt ude af kabeltv-markedet.
I januar 1998 annoncerede SBC at de havde opkøbt Southern New England Telecommunications Corp. (SNET) for $4,4 mia. aktiekapital (overtagelsen blev godkendt af FCC i oktober 1998). I maj 1998 bekendtgør Ameritech og SBC en $62 mia. fusion, hvor SBC overtager Ameritech. Efter adskillige organisatoriske forandringer og frasalg bliver sammenlægningen godkendt i oktober 1999. FCC gav senere SBC Communications en bøde på $6 millioner for ikke at have overholdt hele aftalen. I 1998 var omsætningen $46 mia.
I januar 1999 bekendtgør SBC at de vil opkøbe Comcast Cellular for $1,7 mia. plus $1,3 mia i overtaget gæld. 1. november 1999 bliver SBC optaget i Dow Jones Industrial Average-aktieindekset.

### 2000–2005: Et samlet nationalt mærke og opkøb af AT&T Corporation
I 2002, SBC ended marketing its operating companies under different names, and simply opted to give its companies different doing business as names based on the state (a practice already in use by Ameritech since 1993), and it gave the holding companies it had purchased d/b/a names based on their general region.
31. januar 2005 bekendtgør SBC at de vil opkøbe AT&T Corporation for mere end US$ 16 mia. Offentliggørelsen kommer næsten otte år efter at SBC og AT&T (originally known as the American Telephone and Telegraph Company) called droppede deres første fusionsplaner. AT&Ts aktionærer mødtes i Denver og godkendte sammenlægningen den 31. juni 2005. U.S. Department of Justice godkendte fusionen 27. oktober 2005 og Federal Communications Commission godkendte opkøbet 31. oktober 2005.
Sammenlægningen var endegyldigt en realitet 18. november 2005. Efter sammenlægningen overtog SBC Communications AT&T's brand og skiftede virksomhedens navn til AT&T Inc. for at differentiere i forhold til det tidligere AT&T Corporation.
Det nye AT&T opdaterede det tidligere AT&T's logo (en ny "marble" designet af Interbrand afløste "Death Star").

### 2006: Overtagelsen af BellSouth
29. december 2006 godkendte Federal Communications Commission (FCC) AT&T's overtagelse af det regional Bell Operating Company, BellSouth, værdisat til ca. $86 mia. (eller 1.325 aktier i AT&T for hver aktie i BellSouth). Aftalen konsoliderede ejerskabet af både Cingular Wireless og Yellowpages.com, som joint ventures mellem BellSouth og AT&T. Alle services, inklusiv mobiltelefoni blev nu udbudt under AT&T navnet.

### 2007–2008 omstrukturering
I juni 2007 drøftes virksomhedens fremtidige forretningsområde, det vurderes at trådløs telefoni/mobiltelefoni vil være af væsentlig betydning. Der konstateres endvidere faldende salg af traditionelle telefoniprodukter. AT&T overtog 29. juni 2007 virksomheden Dobson Communications. 2. November 2007 overtages Interwise for $121 millioner. 9. oktober 2007 opkøber AT&T et frekvensbånd til mobiltelefoni af Aloha Partners for $2,5 mia. Aftalen godkendes endeligt 4. februar 2008. Edge Wireless overtages april 2008.

### Flytning af hovedsæde
27. juni 2008 bekendtgør AT&T at de flytter hovedsædet fra 175 East Houston Street i San Antonio til One AT&T Plaza i det centrale Dallas. Virksomheden siger at de flytter for at få bedre adgang til kunder og aktiviteter over hele verden.
Atlanta fortsætter med at være hovedsæde for AT&T Mobility, med betydelige kontorer i Redmond, Washington tidligere hjemsted for AT&T Wireless. Bedminster, New Jersey er hovedsæde for virksomhedens globale servicekoncern og AT&T Labs. St. Louis fortsætter som hjemsted for virksomhedens telefonbogsafdeling gennem selskabet AT&T Advertising Solutions.

### Opkøb
12. december 2008 overtages Wayport, Inc.,som tilbyder Internet hotspots i USA.
20. december 2011 overtager AT&T et 700 MHz frekvensbånd fra Qualcomm. Overtagelsen koster $1,93 mia. Det skal benyttes til AT&T's 4G-netværk.
I 2011 forsøges mobilselskabet T-Mobile USA opkøbt for US$ 39 mia. Opkøbet mislykkedes imidlertid, da de amerikanske konkurrencemyndigheder ikke ville godkende det.

## Datterselskaber
AT&T Inc. er moderselskab til følgende datterselskaber:
- - Southwestern Bell Telephone Company d/b/a AT&T Arkansas, AT&T Kansas, AT&T Missouri, AT&T Oklahoma, AT&T Southwest, AT&T Texas
  - AT&T Teleholdings, Inc. d/b/a AT&T East, AT&T Midwest, AT&T West; formerly Ameritech, acquired in 1999; absorbed Pacific Telesis and SNET Corp. under AT&T ownership
    - Illinois Bell Telephone Company d/b/a AT&T Illinois
    - Indiana Bell Telephone Company d/b/a AT&T Indiana
    - Michigan Bell Telephone Company d/b/a AT&T Michigan
    - The Ohio Bell Telephone Company d/b/a AT&T Ohio
    - Pacific Bell Telephone Company d/b/a AT&T California
      - Nevada Bell Telephone Company d/b/a AT&T Nevada

    - The Southern New England Telephone Company d/b/a AT&T Connecticut (inklusiv tidligere Woodbury Telephone)
    - Wisconsin Bell, Inc. d/b/a AT&T Wisconsin

  - AT&T Corp., opkøbt i 2005
    - AT&T Alascom

  - BellSouth Corporation d/b/a AT&T South, acquired 2006
    - BellSouth Telecommunications, LLC d/b/a AT&T Alabama, AT&T Florida, AT&T Georgia, AT&T Louisiana, AT&T Kentucky, AT&T Mississippi, AT&T North Carolina, AT&T South Carolina, AT&T Southeast, AT&T Tennessee

  - AT&T Mobility – USAs næststørste mobilselskab

## Navnerettigheder og sponsorater

### Bygninger
- AT&T 220 Building – building in Indianapolis, Indiana
- AT&T Building – building in Detroit, Michigan
- AT&T Building – building in Indianapolis, Indiana
- AT&T Building – building in Kingman, Arizona
- AT&T Building – (aka "The Batman Building") in Nashville, Tennessee
- AT&T Building – building in Omaha, Nebraska
- AT&T Building Addition – building in Detroit, Michigan
- AT&T Center – building in Los Angeles
- AT&T Center – building in St. Louis, Missouri
- AT&T City Center – building in Birmingham, Alabama
- AT&T Corporate Center – building in Chicago, Illinois
- AT&T Huron Road Building – building in Cleveland, Ohio
- AT&T Lenox Park Campus – AT&T Mobility Headquarters in DeKalb County just outside Atlanta, Georgia
- AT&T Midtown Center – building in Atlanta, Georgia
- AT&T Switching Center – building in Los Angeles
- AT&T Switching Center – building in Oakland, California
- AT&T Switching Center – building in San Francisco
- AT&T Building – building in San Diego
- Whitacre Tower (One AT&T Plaza) – Corporate Headquarters, Dallas, Texas
- Sony Tower, (formerly the AT&T Building)
- AT&T Tower – building in Jacksonville, FL

### Idrætsanlæg
- AT&T Bricktown Ballpark – Oklahoma City, Oklahoma (formerly Southwestern Bell Bricktown Ballpark, SBC Bricktown Ballpark)
- AT&T Center – San Antonio, Texas (formerly SBC Center)
- AT&T Field – Chattanooga, Tennessee (formerly BellSouth Park)
- AT&T Park – San Francisco (formerly Pacific Bell Park, SBC Park)
- AT&T Plaza – Chicago, Illinois (public space that hosts the Cloud Gate sculpture in Millennium Park)
- AT&T Plaza – Dallas, Texas (plaza in front of the American Airlines Center at Victory Park)
- AT&T Performing Arts Center – Dallas, Texas
- Jones AT&T Stadium – Lubbock, Texas (formerly Clifford B. and Audrey Jones Stadium, Jones SBC Stadium)
- TPC San Antonio – San Antonio, Texas (AT&T Oaks Course & AT&T Canyons Course)

### Sponsorater
- AT&T Champions Classic – Valencia, California
- AT&T Classic – Atlanta, Georgia (formerly BellSouth Classic)
- AT&T Cotton Bowl Classic (formerly Mobil Cotton Bowl Classic, Southwestern Bell Cotton Bowl Classic, SBC Cotton Bowl Classic) – played in Arlington, Texas, at Cowboys Stadium.
- AT&T National – Washington, D.C.
- AT&T Pebble Beach National Pro-Am
- AT&T Red River Rivalry – Dallas, Texas (formerly Red River Shootout, SBC Red River Rivalry)
- Major League Soccer and the United States Soccer Federation, including the U.S. men's and U.S. women's national teams and the Major League Soccer All-Star Game from 2009
- United States Olympic team[12]
- National Collegiate Athletic Association (Corporate Champion)[13]